# Електрична скрипка

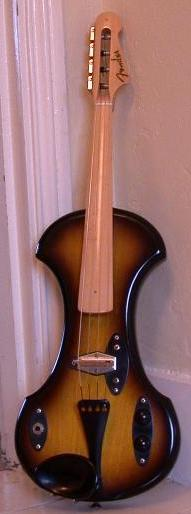
Електрична скрипка, одна з перших моделей

Електрична скрипка — електричний музичний інструмент подібний до скрипки, звук якої підсилюється електричним підсилювачем. Різновидом електричної скрипки є midi-скрипка, звук якої конвертується у MIDI сигнал, подальша обробка і озвучення якого покладається на синтезатор.

## Будова
Електроскрипки поділяються: 
- за будовою тіла: 
  - з каркасним корпусом, який виконує лише функцію каркаса, при цьому не впливаючи на створюваний звук. Звук, створюваний скрипкою без електронної частини, дуже тихий;
  - з резонуючим корпусом, як у акустичної скрипки, що надає створюваному звуку об'єму, але з відсутністю ефів (f-подібних отворів в корпусі) що не дає голосно звучати інструменту окремо від електронного;
- за кількістю струн:
  - 4-струнні, найбільш поширені та єдині, що випускаються масово, оскільки не вимагають перебудови техніки скрипаля, що грає на акустичній скрипці;
  - багатострунні (аж до 10), що робляться на замовлення музиканта. Наявність регулятора гучності електронного підсилювача звуку усуває необхідність збільшення тиску на струни, як це робиться на акустичній скрипці. В результаті струни практично не прогинаються під тиском смичка, отже, наявність додаткових струн не створює небезпеки зачіпання, а значне збільшення їх кількості не веде до гри тільки як мінімум на подвійних струнах, як це відбувалося на віолі;

## Підсилення
Електроскрипки зазвичай використовують будь-який магнітний або п'єзоелектричний звукознімач. Магнітні звукознімачі вимагають використання скрипкових струн з феромагнітної, залізної або ж сталевої основи. Деякі сингли магнітних систем гітарного стилю також придатні, і одна незвичайна електроакустична скрипка використовує струни як елемент лінійного активного підсилювача. також придатний в стандартних акустичних скрипках, єдине, що необхідно — це щоб струна була електропровідних, щоб її основа могла бути всебічно використана. Відмова від використання котушок — обхід проблеми невеликого розміру корпусу та розташування струн скрипки, що часто є обмеженням для розміщення плоскої котушки.
Зазвичай п'єзоелектричні підсилювачі більш універсальні. Вони виявляють безпосередньо фізичні хвилі де-небудь всередині або на корпусі, в деяких випадках — безпосередньо коливання струни, але частіше — звичайний бридж — вібрації, тобто звучання. Небагато п'єзоелементи можна оснастити одним окремим (або двома, або навіть чотирма (у разі для деяких підсилювачів Barbera Transducer Systems) ) підсилювачем за допомогою бріджевий датчиків під кожною струною. Використання декількох систем перетворювачів орієнтоване на різні ситуації, для яких вибирається потрібний режим за допомогою перемикача.
П'єзоелектричний підсилювач має високий (ємнісний) вихідний опір та повинен бути підключений до високо-опірного входу підсилювача або потужнісного передпідсилювача(англ.). ємнісний підсилювач(англ.) у цьому випадку є найкращим варіантом. Ці буферні сигнали дозволяють уникнути низькочастотних втрат та мікрофонного посиленого шуму в проводі інструмента. Передпідсилення часто реалізовано зовнішнім сигнальним процесором, оскільки деякі корпуси напівакустичних електроскрипок можуть створити достатнє внутрішнє посилення за електросхему передпідсилювача.

## Використання
Електроскрипка частіше використовується в популярній музиці таких напрямків як метал, рок-музика, хіп-хоп, поп, джаз та джаз-ф'южн, кантрі, нью-ейдж, рідше -  в авангарді. Серед відомих електроскрипалів — Жан-Люк Понті(англ.), Джеалд Даймон(англ.), Девід ЛаФламме(англ.), Дерріл Уей, Джеррі Гудман(англ.), Девід Кросс, Едді Джобсон, Nash the Slash(англ.) від FM(англ.), Девід Рагсдале(англ.) та Роббі Жанард(англ.), Симон Хаус(англ.), Марк Вуд(англ.), Байд Тінслі(англ.), Dave Matthews Band(англ.),  ZOX(англ.), Operator Please(англ.), Korpiklaani та Yellowcard.
У фолк-роковому напрямку електроскрипку використовує Дейв Свобрік. У творах Фолк-метал групи Turisas далеко не останню роль відіграє електроскрипка. Електрична скрипка використовується в мюзиклі Whistle Down the Wind Ендрю Ллойда Веббера.

## Галерея
| - Електроскрипка Yamaha SV(Silent Violin) — 120 - Напів-акустичні скрипка F58 - 5-струнна електроскрипка Джона Джордана. | - Традиційні акустичні скрипки і сучасні електричні скрипки від Марка Капуано - Електроскрипка Yamaha-sv-100 |